# Karl Amoussou
Karl Amoussou (ur. 21 listopada 1985 w Draguignan) – francuski zawodnik mieszanych sztuk walki (MMA) reprezentujący Niemcy, zwycięzca turnieju Bellator MMA wagi półśredniej z 2012 oraz mistrz Cage Warriors w wadze półśredniej z 2017.

## Życiorys[1]
Urodził się w Draguignan, ojciec Karla pochodził z Senegalu. Jego brat Bertrand Amoussou, brązowy medalista mistrzostw Europy w judo z 1990 jest członkiem Francuskiej Federacji MMA. Przed karierą zawodniczą przez kilka lat był tajnym francuskiej agentem służb bezpieczeństwa, infiltrującym i zwalczającym głównie handel narkotykami.

## Kariera sportowa
Początkowo wraz z bratem trenował judo, w którym posiada czarny pas. W 2006 zawodowo zadebiutował w MMA remisując z Brazylijczykiem Marcello Salazarem. W latach 2006–2009 walcząc m.in. na galach Cage Warriors oraz M-1 Global, pokonując w tym czasie m.in. Rosjanina Aleksandra Jakowlewa oraz rodaka Grégory'ego Babene. W 2010 występował w organizacjach DREAM i Strikeforce remisując jeden pojedynek z zawodnikiem pochodzącym z RPA Trevorem Prangleyem i przegrywając na punkty z Japończykiem Kazuhiro Nakamurą.
W 2011 związał się z amerykańskim Bellator FC, gdzie 21 maja 2011 przegrał w debiucie z Samem Alveyem. 26 listopada 2011 pokonał Jesusa Martineza przez techniczny nokaut co pozwolił mu wziąć udział w turnieju Bellatora wagi półśredniej w którym wystartował 30 marca 2012 poddając Chrisa Lozano w ćwierćfinale. Ostatecznie Amoussou wygrał turniej, wygrywając jeszcze dwa pojedynki - półfinałowy z Davidem Rickelsem na punkty oraz w finale z Bryanem Bakerem przez poddanie.
24 stycznia 2013 na gali Bellator 86 zmierzył się o pas wagi półśredniej z ówczesnym mistrzem Benem Askrenem. Francuz przegrał starcie wskutek przerwania pojedynku przez lekarza w związku z otrzymanymi obrażeniami. Po mistrzowskim starciu Amoussou stoczył w Bellatorze jeszcze trzy pojedynki (bilans 1-2) po czym został wolnym agentem i wrócił do Europy. W latach 2015–2017 niepokonany w siedmiu kolejnych pojedynkach. 18 lutego 2017 został mistrzem Cage Warriors w wadze półśredniej pokonując przed czasem Matta Inmana.

## Osiągnięcia

### Mieszane sztuki walki
- 2012: Bellator Welterweight Tournament - 1. miejsce w turnieju wagi półśredniej
- 2017: mistrz Cage Warriors w wadze półśredniej